# North Corona (Queens)
North Corona est un quartier de la municipalité de New York, situé dans l'arrondissement du Queens.

## Démographie
Composition ethno-raciale en 2010, :
- Blancs non hispaniques (1,8 %)
- Hispaniques et Latinos (85,1 %)
- Asiatiques (6,9 %)
- Noirs (4,9 %)
- Métis (0,5 %)
- Autres (0,8 %)